# Консу
Консу (Кхонс) староегипатско је лунарно божанство из периода пре формирања пантеона, бог Месеца, син Мут и Амуна, са којима чини тебанску тријаду.
У уметношћу се приказује мумифицираним младићем, обријане главе, са само неколико увојака косе, који носи менат, са лунарним диском на глави или главом сокола. Претпоставља се да његово име значи „путујући”, „онај који путује”, а сматра се божјим гласником. Поштован је као господар истине и творац судбине. Имао је власт над злим духовима и разбијао је чини. У Теби су га поистовећивали са Тотом.
Његова света животиња био је павијан.